# Садовников, Владимир Павлович
Владимир Павлович Садовников (3 февраля 1943, Кулебаки — 20 декабря 2010, Кулебаки) — советский пауэрлифтер.

## Биография
Увлечение тяжелой атлетикой пришло к Владимиру Павловичу в 1959 году, когда он начал посещать секцию штанги. Спустя годы, в 1989 году, увлечение переросло в серьёзный спорт. В том же году он впервые выступил на соревнованиях по силовому троеборью, причем сразу же установил рекорд Нижегородской области в своей весовой категории (до 60 кг). Спустя три года он уже отстаивал честь области на чемпионате России в составе сборной команды Нижегородской области.
15 марта 2003 года на соревнованиях в Калуге установил рекорд России по жиму лёжа среди мужчин 60—69 лет в весовой категории 60,0 кг. Результат — 92,5 кг
До последнего времени работал на Металлургическом заводе ОАО «Русполимет» электросварщиком ручной сварки ремонтной службы сортопрокатного цеха.
Владимир Павлович вошёл в энциклопедию «Лучшие Люди России», выпуск 2006 года.
Садовников Владимир Павлович трагически погиб 20 декабря 2010 в результате ДТП в г. Кулебаки